# Aspergillus bicolor
Aspergillus bicolor är en svampart som beskrevs av M. Chr. & States 1978. Aspergillus bicolor ingår i släktet Aspergillus och familjen Trichocomaceae.   Inga underarter finns listade i Catalogue of Life.